# Chainat United FC
Der Chainat United Football Club (Thai: สโมสรฟุตบอลชัยนาท ยูไนเต็ด) ist ein thailändischer Fußballverein aus der Provinz Chai Nat.

## Vereinsgeschichte
Der Verein wurde im Jahr 2016 gegründet und startete in der vierten Liga, der Thai Division 3 Tournament Northern Region. Mit Einführung der Ligareform im Jahr 2017 spielte der Verein in der Thailand Amateur League in der Central Region. Nachdem der Verein 2017 Meister in seiner Region wurde stieg er auf in die vierte Liga auf. Hier wurde er der Western Region zugeteilt. 2019 wurde der Verein Vizemeister seiner Region. Die Saison 2020 wurde wegen der COVID-19-Pandemie abgebrochen. Die Saison 2020/21 nahm man nicht am Ligabetrieb teil. 2021 meldete Chainat wieder eine Mannschaft und man startete in der dritten Liga. Hier trat man ebenfalls in der Western Region an. Am Ende der Saison 2023/24 musste man als Tabellenelfter die Liga verlassen.

## Vereinserfolge
- Thailand Amateur League – Central

2017 - 1. Platz
- Thai League 4 - West

2019 - Vizemeister

## Stadion
Die Heimspiele trägt der Verein im Nong Mamong Stadium im Nordwesten der Provinz Chai Nat, ca. 35 Kilometer von der gleichnamigen Provinzhauptstadt, aus. Das Stadion hat ein Fassungsvermögen von 1000 Personen. 

### Spielstätten seit 2018
| Saison         | Stadion             | Standort                     | Kapazität | Eigentümer | Koordinaten                   |
| -------------- | ------------------- | ---------------------------- | --------- | ---------- | ----------------------------- |
| 2018 bis heute | Nong Mamong Stadium | Nong Mamong, Provinz Chainat | 1000      | N/A        | 15° 16′ 26″ N, 99° 52′ 4,6″ O |

## Saisonplatzierung
| Saison  | Liga                                       | Liga  | Liga   | Liga | Liga | Liga | Liga  | Liga   | Liga     | Pokal               | Pokal                  | Pokal    |
| Saison  | Liga                                       | Level | Spiele | S    | U    | N    | Tore  | Punkte | Position | FA Cup              | League Cup             | T3 Cup   |
| ------- | ------------------------------------------ | ----- | ------ | ---- | ---- | ---- | ----- | ------ | -------- | ------------------- | ---------------------- | -------- |
| 2016    | Thai Division 3 Tournament Northern Region |       | 4      | 2    | 1    | 1    | 4:5   | 7      | 3.       | –                   | –                      |          |
| 2017    | Thailand Amateur League – Central          | 5     | 7      | 5    | 2    | 0    | 25:8  | 17     | 1. ▲     | 1. Runde            |                        |          |
| 2018    | Thai League 4 – West                       | 4     | 24     | 9    | 5    | 10   | 33:33 | 32     | 5.       | 2. Runde            | 1. Qualifikationsrunde |          |
| 2019    | Thai League 4 – West                       | 4     | 24     | 16   | 3    | 5    | 53:29 | 51     | 2.       | Qualifikationsrunde | 1. Qualifikationsrunde |          |
| 2020    | Thai League 4 - West                       | 4     | 2      | 0    | 1    | 1    | 0:2   | 1      | 7.       |                     |                        |          |
| 2020/21 | keine Ligateilnahme                        |       |        |      |      |      |       |        |          |                     |                        |          |
| 2021/22 | Thai League 3 - West                       | 3     | 20     | 3    | 10   | 7    | 17:28 | 19     | 9.       | –                   | –                      |          |
| 2022/23 | Thai League 3 - West                       | 3     | 22     | 10   | 5    | 7    | 36:28 | 35     | 5.       | Qualifikationsrunde | –                      |          |
| 2023/24 | Thai League 3 - West                       | 3     | 20     | 0    | 0    | 20   | 5:126 | 0      | 11. ▼    | –                   | –                      | 1. Runde |

| Abbruch nach dem zweiten Spieltag aufgrund der COVID-19-Pandemie |

## Aktueller Kader
Stand: 4. Oktober 2023
| Nr. |          | Position | Name                    |
| --- | -------- | -------- | ----------------------- |
| 1   | Thailand | TW       | Teethawat Thamwongsa    |
| 4   | Thailand | AB       | Tawatchai Kuammungkun   |
| 6   | Thailand | AB       | Suphat Wannajaem        |
| 7   | Thailand | MF       | Wongsakorn Kanbanjong   |
| 8   | Thailand | MF       | Suttapat Sanklong       |
| 10  | Thailand | MF       | Suppakit Makasin        |
| 11  | Thailand | MF       | Montree Siriwattanasuwa |
| 12  | Thailand | TW       | Jirayut Kaewthong       |
| 13  | Thailand | ST       | Paroonrit Singnon       |
| 14  | Thailand | MF       | Adtaphol Chaikol        |
| 16  | Thailand | MF       | Apiwit Sapram           |
| 17  | Thailand | MF       | Mangkorn Seeda          |
| 18  | Thailand | TW       | Kittikom Injaiaue       |
| 20  | Thailand | AB       | Chonlapat Jettana       |

| Nr. |          | Position | Name                          |
| --- | -------- | -------- | ----------------------------- |
| 21  | Thailand | ST       | Pichai Thongwilas             |
| 23  | Thailand | ST       | Somchai Khamrat               |
| 29  | Thailand | AB       | Phongsathon Kanchanarueangden |
| 33  | Thailand | MF       | Jirattikarn Vapilai           |
| 44  | Thailand | AB       | Puttipong Chanchaemsri        |
| 55  | Thailand | AB       | Anawat Wichianchot            |
| 69  | Thailand | ST       | Pichaya Kirdrate              |
| 70  | Guinea-a | ST       | Sékou Nana Sylla              |
| 71  | Thailand | ST       | Thanakrit Sutthithammanukul   |
| 77  | Thailand | ST       | Phattarakit Kissawee          |
| 81  | Thailand | TW       | Pongsakorn Kiewsombat         |
| 90  | Thailand | AB       | Natthapol Maneemongkol        |
| 99  | Nigeria  | ST       | Pascal Ifeanyi                |

## Beste Torschützen seit 2017
| Saison  | Name              | Tore |
| ------- | ----------------- | ---- |
| 2017    | Rachata Boonprik  | 10   |
| 2018    | Natthapat Rak-yu  | 10   |
| 2019    | Thanayut Jittabud | 10   |
| 2020/21 | keine Teilnahme   |      |
| 2021/22 | Satid Sriutai     | 3    |
| 2022/23 |                   |      |

## Sponsoren
| Jahr | Ausrüster        | Trikotsponsor |
| ---- | ---------------- | ------------- |
| 2017 | N2N Sport Design | N/A           |
| 2018 | N2N Sport Design | Wangkanai     |
| 2019 | N2N Sport Design | Skincare      |
| 2020 |                  |               |